# Hiponatremia isotônica
Hiponatremia isotônica é uma forma de hiponatremia com mOsm medidos entre 280 e 295. Ela pode ser associada com pseudohiponatremia (quando há níveis sanguíneos altos de lipídios ou proteínas) ou com infusão isotônica de glicose ou manitol.

## Pseudohiponatremia
Algumas condições que interferem com os testes laboratoriais da concentração de sódio sérico (como níveis sanguíneos extraordinariamente altos de lipídios ou proteínas) podem levar a uma medição incorretamente baixa de sódio.  Isso é chamado de pseudohiponatremia. A pseudohiponatremia é distinta de uma hiponatremia verdadeira dilucional que pode ser causada por uma desvio osmótico de água das células para a corrente sanguínea após grandes infusões de manitol ou imunoglobulina intravenosa.
É associada mais frequentemente com a hiperlipidemia do que com níveis aumentados de proteína.